# Пейнкортвілл (Луїзіана)
Пейнкортвілл (англ. Paincourtville) — переписна місцевість (CDP) в США, в окрузі Ассумпсьйон штату Луїзіана. Населення — 857 осіб (2020).

## Географія
Пейнкортвілл розташований за координатами 29°59′19″ пн. ш. 91°3′20″ зх. д. / 29.98861° пн. ш. 91.05556° зх. д. (29.988597, -91.055435).  За даними Бюро перепису населення США в 2010 році переписна місцевість мала площу 4,51 км², уся площа — суходіл.

## Демографія
Згідно з переписом 2010 року, у переписній місцевості мешкало 911 осіб у 346 домогосподарствах у складі 251 родини. Густота населення становила 202 особи/км².  Було 376 помешкань (83/км²).
Расовий склад населення:
| - 63,6 % — білих - 35,3 % — чорних або афроамериканців - 0,3 % — азіатів - 0,1 % — корінних американців |

До двох чи більше рас належало 0,5 %. Частка іспаномовних становила 4,1 % від усіх жителів.
За віковим діапазоном населення розподілялося таким чином: 22,9 % — особи молодші 18 років, 61,8 % — особи у віці 18—64 років, 15,3 % — особи у віці 65 років та старші. Медіана віку мешканця становила 40,0 року. На 100 осіб жіночої статі у переписній місцевості припадало 89,0 чоловіків;  на 100 жінок у віці від 18 років та старших — 89,2 чоловіків також старших 18 років.
Середній дохід на одне домашнє господарство  становив 75 422 долари США (медіана — 65 179), а середній дохід на одну сім'ю — 90 014 долари (медіана — 87 938). За межею бідності перебувало 1,9 % осіб, у тому числі 0,0 % дітей у віці до 18 років та 5,5 % осіб у віці 65 років та старших.
Цивільне працевлаштоване населення становило 436 осіб. Основні галузі зайнятості: освіта, охорона здоров'я та соціальна допомога — 22,2 %, публічна адміністрація — 17,4 %, виробництво — 16,7 %.